# Puchar Pokoju i Przyjaźni 1972
Sezon 1972 Pucharu Pokoju i Przyjaźni – dziesiąty sezon Pucharu Pokoju i Przyjaźni.
Mistrzostwa po raz pierwszy były rozgrywane według przepisów Formuły Wostok. Mistrzem wśród kierowców został Heinz Melkus (Melkus 71), natomiast mistrzostwo narodów wywalczyła Czechosłowacja.

## Kalendarz wyścigów
Źródło: puru.de
| Runda | Data         | Tor     | Pole position | Najszybsze okrążenie | Zwycięzca (kierowcy) | Zwycięzca (zespoły) |
| ----- | ------------ | ------- | ------------- | -------------------- | -------------------- | ------------------- |
| 1     | ?            | Most    | ?             | ?                    | Heinz Melkus         | ?                   |
| 2     | 4 czerwca    | Mińsk   | ?             | ?                    | Jiří Rosický         | ?                   |
| 3     | 5–6 sierpnia | Schleiz | ?             | Enn Griffel          | Jaroslav Bobek       | ?                   |

## Klasyfikacja
| Legenda oznaczeń w tabelach wyników Wyświetl szablon na nowej stronie | Legenda oznaczeń w tabelach wyników Wyświetl szablon na nowej stronie                                                                     |
| Oznaczenie                                                            | Wyjaśnienie |
| --------------------------------------------------------------------- | --- |
| Złoty                                                                 | Zwycięzca lub mistrzostwo |
| Srebrny                                                               | 2. miejsce lub wicemistrzostwo |
| Brązowy                                                               | 3. miejsce lub II wicemistrzostwo |
| Zielony                                                               | Ukończył, punktował (w klasyfikacji generalnej, gdy zdobył co najmniej jeden punkt na przestrzeni sezonu, poza trzema powyższymi opcjami) |
| Niebieski                                                             | Ukończył, nie punktował (w klasyfikacji generalnej, gdy nie zdobył co najmniej jednego punktu na przestrzeni sezonu)                      |
| Czerwony                                                              | Nie zakwalifikował się (NZ) |
| Czerwony                                                              | Nie prekwalifikował się (NPK) |
| Różowy                                                                | Nie ukończył (NU) |
| Różowy                                                                | Niesklasyfikowany (NS) (w klasyfikacji generalnej, gdy nie został sklasyfikowany w żadnym wyścigu sezonu)                                 |
| Czarny                                                                | Zdyskwalifikowany (DK) |
| Czarny                                                                | Wykluczony (WYK/EX) |
| Biały                                                                 | Nie wystartował (NW) |
| Biały                                                                 | Kontuzjowany (K/INJ) |
| Biały                                                                 | Wyścig odwołany (OD/C) |
| Bez koloru                                                            | Został wycofany (WYC/WD) |
| Bez koloru                                                            | Nie przybył (NP/DNA) |
| Bez koloru                                                            | Nie brał udziału w treningach (NT/DNP) |
| Bez koloru                                                            | Nie został zgłoszony (–) |
| Pogrubienie                                                           | Start z pole position |
| Kursywa                                                               | Najszybsze okrążenie wyścigu |
| †                                                                     | Nie ukończył, ale jego rezultat został zaliczony ze względu na przejechanie więcej niż 90% dystansu wyścigu.                              |
| *                                                                     | Sezon w trakcie |
| 1/2/3                                                                 | Punktowana pozycja w sprincie kwalifikacyjnym                                                                                             |
| Lista systemów punktacji Formuły 1                                    | |

### Kierowcy
| Poz. | Kierowca             | MST | MNS | SLZ | Punkty |
| ---- | -------------------- | --- | --- | --- | ------ |
| 1    | Heinz Melkus         | 1   | 7   | 5   | 70     |
| 2    | Klaus-Peter Krause   | 3   | 5   | 4   | 67     |
| 3    | Karel Jílek          | 2   | 2   | 3   | 66     |
| 4    | Wolfgang Küther      | 5   | 3   | 8   | 63     |
| 5    | Ulli Melkus          | 6   | 4   | 6   | 62     |
| 6    | Jiří Rosický         | 9   | 1   | 11  | 62     |
| 7    | Jaroslav Bobek       | 4   | 13  | 1   | 52     |
| 8    | Enn Griffel          | NU  | 8   | 2   | 44     |
| 9    | Manfred Berger       | 7   | -   | 7   | 38     |
| 10   | Anatolij Alchimowicz | -   | 6   | 15  | 31     |
| 11   | Václav Bervid        | -   | 9   | 12  | 31     |
| 12   | Władisław Barkowski  | 13  | -   | 10  | 29     |
| 13   | Jukk Reintam         | -   | 10  | 13  | 29     |
| 14   | Václav Bobek jr      | 8   | 11  | -   | 18     |
| 15   | Oldřich Brunclík     | -   | -   | 9   | 17     |
| 16   | Henry Saarm          | 10  | -   | -   | 16     |
| 17   | Madis Laiv           | 11  | -   | -   | 15     |
| 18   | Jan Soukup           | 12  | -   | -   | 14     |
| 19   | Giennadij Żarkow     | -   | 12  | -   | 12     |

### Zespoły
| Miejsce | Zespół         | Punkty |
| ------- | -------------- | ------ |
| 1       | Czechosłowacja | 210    |
| 2       | NRD            | 205    |
| 3       | ZSRR           | 153    |